# Phoperigea
Phoperigea là một chi bướm đêm thuộc họ Noctuidae.